# Medisk (sprog)
 For alternative betydninger, se Medisk. (Se også artikler, som begynder med Medisk)
Medisk var medernes sprog. Det var et gammelt iransk sprog og klassificeret som tilhørende den nordvestlige iranske underfamilie, som omfatter mange andre sprog som azari, gilaki, mazandarani, kurdisk (zazaki, gorani, sorani, kurmanji) og baluchi.
 Der er for få eller ingen kildehenvisninger i denne artikel, hvilket er et problem. Du kan hjælpe ved at angive troværdige kilder til de påstande, som fremføres i artiklen.

| Sprog | Spire Denne artikel om sprog er en spire som bør udbygges. Du er velkommen til at hjælpe Wikipedia ved at udvide den. |